# The Tonight Show
Šou večeri (енгл. The Tonight Show) je američki kasnonoćni tok šou koji se trenutno emituje iz NBC studija u Rokfeler Centru u Njujorku, što je prvobitna lokacija šoa. Ta tradicija je bila decenijama prekinuta, pri čemu je emitovanje vršeno iz različitih studija u regionu Los Anđelesa. Ovaj šou se emituje na NBC mreži od 1954. Seriju je vodilo šest komičara: Stiv Alen, Džek Par, Džoni Karson, Džej Leno, Konan O'Brajen i Džimi Falon, a imala je i nekoliko ponavljajućih gostujućih domaćina, uključujući Ernija Kovaksa tokom ere Stiva Alena, i Džoun Rivers, Garija Šandlinga i Džeja Lena za vreme Džoni Karsonovog upravništva (zajedno sa desetinama povremenih zamena), iako je ta praksa napuštena od Karsonovog odlaska, a domaćini su preferirali ponavljanje emisija umesto eksponiranja potencijalnih rivala. Šou večeri je jedna od najduže emitujućih tok šou serija na svetu, i najduži, redovno zakazani zabavni program u Sjedinjenim Državama. To je treći najduže emitujući šou na NBC-u, nakon emisija tipa vesti i razgovora Today i Meet the Press.
Tokom više od 60 godina, emisija Šou večeri pretrpela je samo manje promene naslova. Ona je emitovana se pod imenom Tonight tokom nekoliko svojih prvih godina, kao i Tonight Starring Jack Paar i The Jack Paar Show zbog izuzetne popularnosti svog domaćina, da bi se na kraju naziv trajno ustalio na The Tonight Show, nakon što je Karson započeo svoj mandat 1962. godine, iako je ime domaćina uvek bilo uključeno u naslov. Počevši od Karsonovom debitantskom epizodom, mrežni programeri, oglašivači i najavljivači emisije bi se pozivali na emisiju uz uključivanje imena domaćina; na primer, šou se trenutno najavljuje kao The Tonight Show Starring Jimmy Fallon. Godine 1957, šou je nakratko isprobao noviji format vesti. Inače se pridržavao formata tok šoa koji je uveo Alen, i dalje razradio Par.

## Emitovanje
Šou večeri se emituje na  i ABC Komedi u Australiji, CTV 2 & Access u Kanadi, E! Europe u UK, CNBC u Evropi, Comedy Central u Indiji, CNBC u Pakistanu, Jack TV na Filipinima, OSN na Bliskom Istoku i u Severnoj Africi, i CNBC u Podsaharskoj Africi.
Šou večeri je takođe viđen širom sveta. On se emituje na CNBC Evropa, obično tri večeri nakon prikazivanja u SAD. Emisija se prikazuje u 22:30 h AEDST radnim danima na kanalu The Comedy Channel u Australiji, gde se nove epizode prikazuju nekoliko sati nakon njihovog američkog emitovanja. U Švedskoj je Kanal 5 prikazivao Šou večeri (kao Šou Džeja Lenoa) od kraja 1990-ih sa nedeljnim kašnjenjem. Od oktobra 2006. godine, emituje se i u Indiji na Zee Cafe, 12 sati nakon prikazivanja predstave u SAD. Međutim, za Džimi Falonovo izdanje emisije, Komedi Central je emitovala šou 12 sati nakon emitovanja u SAD-u od 27. oktobra 2014.
Pored emitovanja na CNBC Evropa, emisija Šou večeri se emituje na One u Nemačkoj, sa nemačkim titlovima, radnim danima u 23:00 h, jedan dan nakon američkog emitovanja.
U Indiji i Šri Lanki Šou večeri se emituju na Komedi Central Indija radnim danima u 23 h IST/SLST - u roku od 24 sata od američkog emitovanja.
Takođe, u Šri Lanki CNBC Azija (CNBCLife) vikendom emituje izdanja jedno za drugim („back to back”).

## Emiterske prekretnice
Šou večeri je počeo sa emitovanjem u 23.15. ET, nakon 15-minutnog emitovanja vesti. Kako je sve više saradnika produžavalo svoje lokalne vesti na 30 minuta, emisija je počela da se otvara dva puta, jednom za podružnice što je počinjalo u 11:15 i drugo za one koji su se pridružili u 11:30. Do početka 1965. godine, samo 43 od 190 povezanih stanica prenosile su celu emisiju. Posle februara 1965, Džoni Karson je odbio da se pojavi do 11:30, a Ed Makmahon je „vodio“ segment od 11:15. Karson nije bio zadovoljan ovim aranžmanom jer je Makmahonov monolog pokrivao istu osnovu kao i njegov, i na kraju je insistirao da se vreme početka emisije promeni u 11:30. Kao rezultat toga, praksa dva otvaranja je eliminisana u decembru 1966. godine.
Kada je emisija počela, emitovana je uživo. Dana 12. januara 1959. emisija je počela da se snima za emitovanje kasnije istog dana, iako su u početku programi četvrtkom uveče održavani uživo. Emitovanje u boji počelo je 19. septembra 1960. godine.
Tokom godina, vreme početka i dužina emisije Šou večeri se menjalo više puta.

### Epizode prvog pokretanja
| Početni datum      | Krajnji datum     | Noći             | Početak | Kraj  | Napomene                     |
| ------------------ | ----------------- | ---------------- | ------- | ----- | ---------------------------- |
| 27. september 1954 | 5. oktobar 1956   | ponedeljak–petak | 11:30   | 1:00  | Alen                         |
| 8. oktobar 1956    | 4. januar 1957    | ponedeljak–petak | 11:30   | 12:30 | Alen                         |
| 7. january 1957    | 30. december 1966 | ponedeljak–petak | 11:15§  | 1:00  | Alen, Par, Karson            |
| 2. januar 1967     | 5. septembar 1980 | ponedeljak–petak | 11:30   | 1:00  | Karson                       |
| 8, septembar 1980  | 30. avgust 1991   | ponedeljak–petak | 11:30   | 12:30 | Karson                       |
| 2. septembar 1991  | 6. februar 2014   | ponedeljak–petak | 11:35   | 12:37 | Karson, Leno, O'Brajan, Leno |
| 17. februar 2014   | sadašnjost        | ponedeljak–petak | 11:34   | 12:37 | Falon                        |

§Mnoge pridružene kompanije NBC-a su odlučile da ne prenose prvih petnaest minuta emisije tokom ovog perioda, već su radije puštale lokalne vesti od 23:00. do 23:30 časova. Od februara 1965, Karson je odbio da vodi prvih 15 minuta programa, radije je sačekao dok se ne uspostavi potpuna mreža pre nego što iznese svoj uvodni monolog; Umesto toga, Ed Makmahon je bio domaćin prvih 15 minuta programa. Ovo je trajalo skoro dve godine, sve dok vreme početka emisije nije konačno prilagođeno na 23:30. januara 1967.

### Reprize vikendom
Od 1965. do 1975. godine, sve do pojave emisije Uživo subotom uveče, reprize večerašnjeg šoa tokom vikenda bile su glavni deo programa NBC-a. Ova ponavljanja su se odvijala u sledećim vremenskim intervalima:
| Datum početka  | Datum završetka    | Noći               | Početak | Kraj | Napomene                                                           |
| -------------- | ------------------ | ------------------ | ------- | ---- | ------------------------------------------------------------------ |
| 2. januar 1965 | 1. januar 1967     | subota ili nedelja | 11:15   | 1:00 | Reprize, poznate kao The Saturday/Sunday Tonight Show              |
| 7. januar 1967 | 28. september 1975 | subota ili nedelja | 11:30   | 1:00 | Reprize; poznate kao The Best of Carson i The Weekend Tonight Show |

## Literatura
- „The Tonight Show with Jay Leno Season 19 Episode February 10, 2011 'Rob Lowe / Amber Riley / Nicki Minaj' Preview | Paparazzi Journal”. Paparazzijournal.com. Архивирано из оригинала 14. 2. 2011. г.
- Leno, Jay. „The Official Show Calendar”. NBC.com. Архивирано из оригинала 4. 3. 2010. г.
- „The Jay Leno Show”. NBC.com. Архивирано из оригинала 31. 7. 2009. г. Приступљено 13. 8. 2009.
- „Leno promises smooth transition to O'Brien”. Today.com. 28. 9. 2004. Приступљено 12. 5. 2008.
- „Jay Leno Heading Back To Late Night, Conan O'Brien Weighing Options”. Access Hollywood.
- „Conan O'Brien: I Won't Do 'The Tonight Show' at 12:05AM”. Zap2It.com. 12. 1. 2010. Архивирано из оригинала 15. 1. 2010. г.
- „NBC Dumps Conan for $45 Million Payoff; Reinstates Jay as 'Tonight Show' Host”. TV Guide. 21. 1. 2010.
- „NBC Announces That Jay Leno Will Return To Host 'The Tonight Show' Beginning March 1”. Tvbythenumbers.com. 21. 1. 2010. Архивирано из оригинала 26. 1. 2010. г. Приступљено 10. 8. 2010.
- „Kevin Eubanks set to leave The Tonight Show”. The Tonight Show with Jay Leno. Архивирано из оригинала 2. 6. 2013. г. Приступљено 23. 4. 2010.

## Spoljašnje veze
- Zvanični veb-sajt
- Schechner, Sam; Ovide, Shira; Schuker, Lauren A.E. (19. 1. 2010). „NBC to Pay $40 Million to Show Conan O'Brien the Door”. The Wall Street Journal. Архивирано из оригинала 29. 8. 2017. г. Приступљено 27. 5. 2022.
- Serjeant, Jill (15. 1. 2010). „NBC's Talk Show Wars Seen as PR Disaster for All”. ABC News. Архивирано из оригинала 31. 1. 2010. г. Приступљено 27. 5. 2022.